# Pandemia (gioco)
Pandemia (ingl. Pandemic) è un gioco da tavolo cooperativo dell'autore Matt Leacock pubblicato da Z-Man Games nel 2007. Scopo del gioco è debellare quattro malattie potenzialmente letali dal mondo, ognuna delle quali imperversa in una specifica zona della Terra, attraverso la collaborazione.
I giocatori rivestono uno dei cinque ruoli possibili: Responsabile Trasporti, Medico, Scienziato, Ricercatore, Esperto delle Operazioni.

## Gioco base
Il gioco è diverso dalla maggior parte dei giochi da tavolo, poiché ai fini della vittoria prevale la componente cooperativa anziché la competizione; attraverso gli sforzi combinati dei giocatori, l'obiettivo è scoprire tutte le quattro cure alle rispettive malattie prima che la situazione sfugga di mano ed i morbi si diffondano senza controllo, perdendo così la partita. La vittoria del gruppo comporta la vittoria della partita.

## Contenuto
In Pandemia il fine ultimo impone la collaborazione tra i giocatori per fermare e debellare quattro epidemie (chiamate semplicemente Blu, Gialla, Nera e Rossa) prima che queste sfocino in pandemie. Il contenuto del gioco comprende una plancia rappresentante una "rete" di collegamenti tra le città più importanti del mondo, quattro tipi di carte (Carte Giocatore, Carte Infezione, Carte Ruolo, Carte Riassuntive), Cubetti Malattia di quattro colori diversi (blu, giallo, nero, rosso), pedine e segnalini di vario genere.

## Espansioni
Nel corso degli anni sono state realizzate diverse espansioni ufficiali, distribuite anche in Italia, che ampliano il numero di giocatori e/o le caratteristiche del gioco base:
- 2009: Pandemia: Sull'Orlo dell'Abisso (Pandemic: On the Brink): vengono aggiunti sei nuovi ruoli, otto nuovi eventi speciali (tra i quali il pericolo di bioterrorismo) e altro, modificando leggermente le regole per permettere lo svolgimento fino a 5 giocatori.
- 2013: Pandemia: In Laboratorio (Pandemic: In the Lab): si utilizza un nuovo tabellone, che fa muovere i personaggi all'interno di un laboratorio. L'espansione introduce quattro nuovi ruoli, nuovi eventi ceppo virulento, e uno scenario Mutazione Mondiale. Questa espansione permette di giocare da uno (solitario) fino a sei giocatori (anche in squadre rivali, giocando in quattro o sei giocatori).
- 2015: Pandemia: Stato di Emergenza (Pandemic: State of Emergency): vengono aggiunti nuovi ruoli ed altri eventi oltre a tre nuove sfide. Può essere giocata anche insieme alle espansioni precedenti.
- Nuovi scenari: Z-man Games ha pubblicato nuovi scenari scaricabili gratuitamente che introducono cambiamenti al gioco base. All'aprile 2016 i nuovi scenari sono Isolamento (Isolation)[1] e Arresto del Governo (Government Shutdown)[2].

## Edizioni

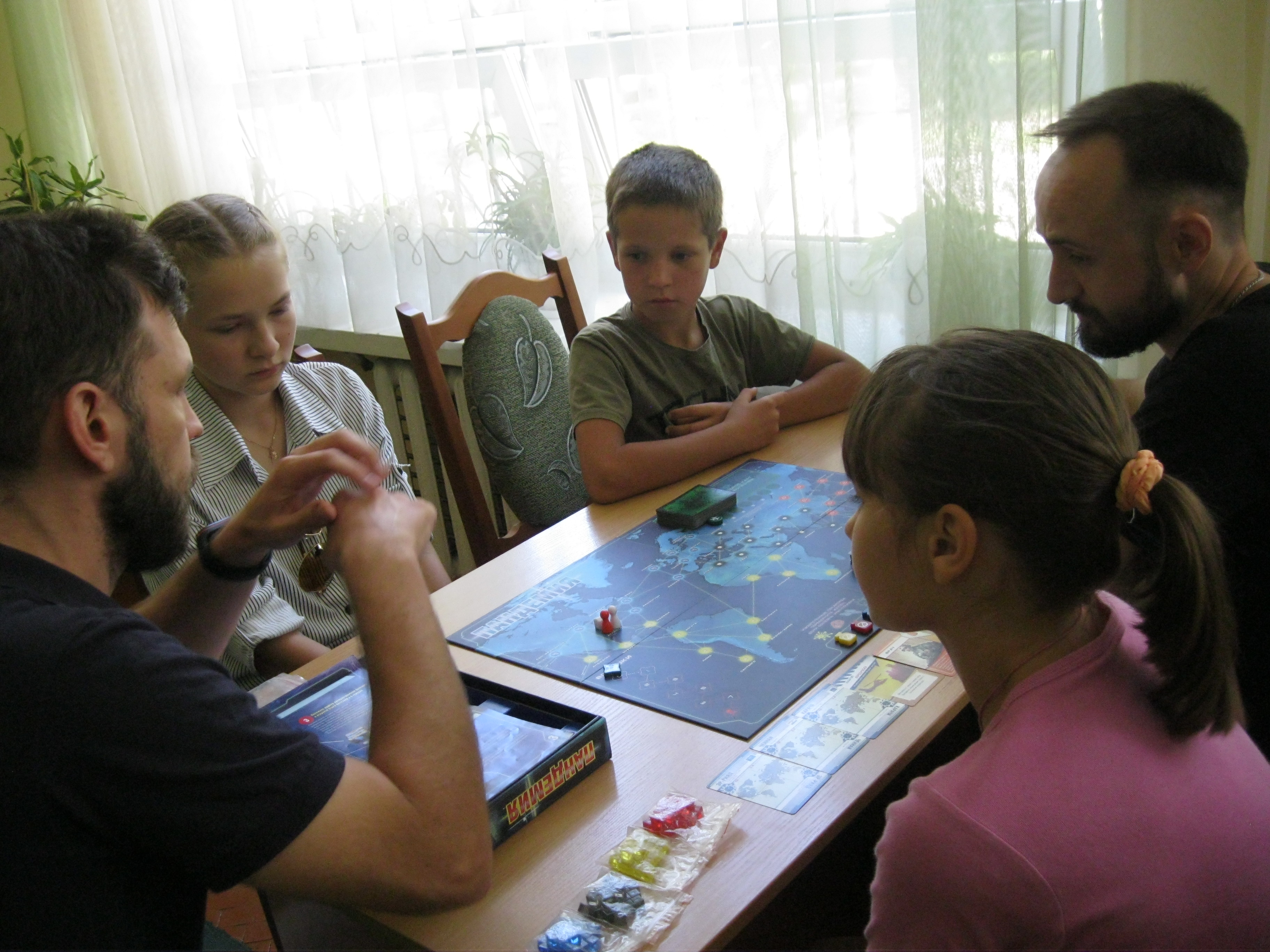
Preparazione di una partita a Pandemia

La seconda edizione del gioco è stata pubblicata nel 2013 con una nuova grafica e due nuovi personaggi: il pianificatore di contingenze e la specialista in quarantena.
Sempre nel 2013 è stata pubblicata anche la seconda edizione dell'espansione Pandemia: Sull'Orlo dell'Abisso (Pandemic: On the Brink)
Per aggiornare i giochi della prima edizione del gioco base è stato pubblicato un apposito set di aggiornamento chiamato Pandemic base replacement deck. Un analogo set è stato pubblicato per aggiornare la prima edizione dell'espansione.
Per giocare con le espansioni successive alla pubblicazione della seconda edizione del gioco è richiesto il gioco base nuovo o quello della prima espansione aggiornato con l'apposito set.

## Premi e riconoscimenti
- 2009
  - BoardGameGeek Golden Geek: Miglior gioco per famiglie[4];
  - Deutscher Spiele Preis: 3º classificato.